# Gastroxya
Gastroxya Benoit, 1962 è un genere di ragni appartenente alla famiglia Araneidae.

## Etimologia
Il nome deriva dal greco γαστήρ, gastèr, cioè ventre, stomaco, e ὁξὑς, oxys, cioè acuto, appuntito, a causa della forma dell'opistosoma.

## Distribuzione
Le quattro specie oggi note di questo genere sono state reperite in Africa: la specie dall'areale più vasto è la G. schoutedeni rinvenuta in Congo, Ruanda e Burundi.

## Tassonomia
Dal 1997 non sono stati esaminati esemplari di questo genere.
A maggio 2014, si compone di 4 specie:
- Gastroxya benoiti Emerit, 1973 - Sudafrica
- Gastroxya krausi Benoit, 1962 - Liberia, Congo
- Gastroxya leleupi Benoit, 1962 - Congo
- Gastroxya schoutedeni Benoit, 1962[2] - Congo, Ruanda, Burundi